# Climaciella duckei
Climaciella duckei is een insect uit de familie van de Mantispidae, die tot de orde netvleugeligen (Neuroptera) behoort. 
Climaciella duckei is voor het eerst wetenschappelijk beschreven door Navás in 1915.